# Джим Брайденстайн
Джеймс Фредерік Брайденстайн (англ. James Frederick Bridenstine; нар. 15 червня 1975, Енн-Арбор, Мічиган) — американський політик-республіканець, член Палати представників США від 1-го виборчого округу Оклахоми (2013–2018), з 2018 по 2021 рік був адміністратором НАСА.
Навчався в Університеті Райса і Корнелльському університеті. Працював виконавчим директором Музею авіації і космонавтики та планетарію в місті Талса, штат Оклахома.
1 вересня 2017 року президент Трамп запропонував Джима Брайденстайна на посаду адміністратора НАСА, 19 квітня 2018 року той був затверджений Сенатом.
20 січня 2021 року пішов у відставку з посади адміністратора НАСА, його наступником став Білл Нельсон.
Одружений, має трьох дітей.